# Saint-Jean-d’Aulps
Saint-Jean-d’Aulps – miejscowość i gmina we Francji, w regionie Owernia-Rodan-Alpy, w departamencie Górna Sabaudia.
Według danych na rok 1990 gminę zamieszkiwały 914 osoby, a gęstość zaludnienia wynosiła 23 osób/km² (wśród 2880 gmin regionu Rodan-Alpy Saint-Jean-d’Aulps plasuje się na 829. miejscu pod względem liczby ludności, natomiast pod względem powierzchni na miejscu 116.).